# Nadja Tiller
Nadja Tiller (Bécs, 1929. március 16. – Hamburg, 2023. február 21.) osztrák színésznő, az 1950-es és 1960-as évek német nyelvű filmjeinek ismert sztárja.

## Élete
Kezdetben kalapszalonban dolgozott, majd fotómodell lett, később pedig színpadon játszott. 1949-ben elnyerte a Miss Austria címet. Ezután kezdett filmekben szerepelni. Az 1950-as évek végétől férjével, Walter Giller német színésszel Svájcban, Lugano város Castagnola negyedében éltek. Mind osztrák, mind német színpadokon és filmekben felléptek. 2008-ban egy hamburgi idősotthonba költöztek.

## Filmjei
- Mese a boldogságról (1949)
- A Duna gyermeke (1950)
- Illúzió mollban (1952)
- Slágerparádé (1953)
- Kína császárnője (1953)
- Az utolsó nyár (1954)
- Ő (1954)
- A Barringsok (1955)
- Mozart (1955)
- Bál a Savoyban (1955)
- Hotel Adlon (1955)
- Henschel fuvaros (1956)
- Spion für Deutschland (1956)
- El Hakim (1957)
- Rosemarie (Das Mädchen Rosemarie) (1958)
- La Tour színre lép (1958)
- Labirintus (1959)
- A Buddenbrook ház (1959)
- Imádni való szélhámosnő (1961)
- Anima nera (1961)
- Lulu (1962)
- Morál 1963 (Moral 63) (1963)
- A gripsholmi kastély (1963)
- Tonio Kröger (1964)
- Szerelmi körhinta (1965)
- A mák virága is virág (1966)
- Egy kis bunyó Párizsban (1967)
- Lady Hamilton szerelmei (1968)
- Hotel Royal (1969)
- Die Feuerzangenbowle (1970)
- Engel, die ihre Flügel verbrennen (1970)
- A szerzetes (1972)
- Il baco da seta (1974)
- A gyerekfelügyelő (1975)
- Nem kell mindig kaviár (1977)
- Hotel zur schönen Marianne (1978)
- Ein Mann für alle Fälle (1978)
- Sternsommer (1981)
- Die Zierpflanze (1985)
- A szamuráj nyara (1986)
- Böses Blut (1993)
- Egy felejthetetlen hétvége Mallorcán (1994)
- Napsugár fiúk (1995)
- Pakten (1995)
- Liane (1996)
- Champagner und Kamillentee (1997)
- Rosamunde Pilcher: A döntő pillanat (1997-2001)
- Éjszakák Joannal (1998)
- Holsteini szeretők (1999)
- Sturmzeit (1999)
- Szerelem és szenvedély között (2000)
- Örökké (rövidfilm) (2000)
- Nőfészek (2001)
- A borostyán amulett (2004)
- Mezitlábas szerelem (2005)
- Elveszem a feleségem (2007)